# Lniska
Lniska is een dorp in de Poolse woiwodschap Pommeren. De plaats maakt deel uit van de gemeente Żukowo en telt 220 inwoners.